# Panathura serricauda
Panathura serricauda là một loài chân đều trong họ Expanathuridae. Loài này được Barnard miêu tả khoa học năm 1925.